# Haniffia albiflora
Haniffia albiflora là một loài thực vật có hoa trong họ Gừng. Loài này được K.Larsen & J.Mood mô tả khoa học đầu tiên năm 2000.